# Fraga (San Luis)
Fraga är en ort i Argentina. Den ligger i provinsen San Luis, i den centrala delen av landet, 700 km väster om huvudstaden Buenos Aires. Fraga ligger 680 meter över havet och antalet invånare är 1 127.
Terrängen runt Fraga är platt. Runt Fraga är det mycket glesbefolkat, med 5 invånare per kvadratkilometer.. Det finns inga andra samhällen i närheten.
Omgivningarna runt Fraga är i huvudsak ett öppet busklandskap.